# Brian Bradley (hockey sur glace, 1965)
Pour les articles homonymes, voir Brian Bradley et Bradley.
Brian Richard Walter Bradley (né le 21 janvier 1965 à Kitchener dans la province d'Ontario au Canada) est un joueur professionnel canadien de hockey sur glace. Il évoluait au poste de centre.

## Biographie
Le joueur issu des Knights de London de la LHO est repêché par les Flames de Calgary au 51e rang du repêchage d'entrée dans la LNH 1983. Il joue deux autres saisons avec les Knights avant de devenir professionnel en 1985-1986. Il joue cinq parties dans la Ligue nationale de hockey avec les Flames et joue la majorité de la saison avec le club-école des Flames, les Golden Flames de Moncton, dans la Ligue américaine de hockey.
Il passe une partie de la saison 1987-1988 avec l'équipe du Canada et participe aux Jeux olympiques d'hiver de 1988 ayant lieu à Calgary, tournoi qui se conclut par une quatrième place pour l'équipe canadienne. Peu de temps après le tournoi, les Flames l'échangent aux Canucks de Vancouver et Bradley devient un joueur régulier avec l'équipe.
Il reste à Vancouver jusqu'en janvier 1991, date où il est échangé aux Maple Leafs de Toronto contre le défenseur Tom Kurvers. Son passage avec les Leafs dure une saison et demie, et il est laissé sans protection pour le repêchage d'expansion de 1992 où il est réclamé par le Lightning de Tampa Bay.
Il connaît ses meilleures années avec le Lightning : il réalise sa meilleure saison offensive en 1992-1993 avec une récolte de 86 points dont 42 buts, il participe à deux reprises au Match des étoiles de la LNH (1993 et 1994) comme représentant du Lightning et termine meilleur pointeur de son équipe à chacune de ses quatre premières saisons avec l'équipe. 
Il subit toutefois une commotion cérébrale vers le début de la saison 1997-1998, qui l'amène à manquer le restant de la saison et l'intégralité de la saison suivante. Il annonce officiellement sa retraite de joueur en octobre 1999.

## Statistiques

### En club
| Saison     | Équipe                   | Ligue      |     | Saison régulière | Saison régulière | Saison régulière | Saison régulière | Saison régulière |   | Séries éliminatoires | Séries éliminatoires | Séries éliminatoires | Séries éliminatoires | Séries éliminatoires |
| Saison     | Équipe                   | Ligue      | PJ  | B                | A                | Pts              | Pun              | PJ               | B | A                    | Pts                  | Pun                  |                      |                      |
| 1980-1981  | Platers de Guelph        | OPJHL      | 42  | 31               | 40               | 71               | 59               | -                | - | -                    | -                    | -                    |                      |                      |
| 1981-1982  | Knights de London        | LHO        | 62  | 34               | 44               | 78               | 34               | 4                | 0 | 1                    | 1                    | 6                    |                      |                      |
| 1982-1983  | Knights de London        | LHO        | 67  | 37               | 82               | 119              | 37               | 3                | 1 | 0                    | 1                    | 0                    |                      |                      |
| 1983-1984  | Knights de London        | LHO        | 49  | 40               | 60               | 100              | 24               | 4                | 2 | 4                    | 6                    | 0                    |                      |                      |
| 1984-1985  | Knights de London        | LHO        | 32  | 27               | 49               | 76               | 22               | 8                | 5 | 10                   | 15                   | 4                    |                      |                      |
| 1985-1986  | Flames de Calgary        | LNH        | 5   | 0                | 1                | 1                | 0                | 1                | 0 | 0                    | 0                    | 0                    |                      |                      |
| 1985-1986  | Golden Flames de Moncton | LAH        | 59  | 23               | 42               | 65               | 40               | 10               | 6 | 9                    | 15                   | 4                    |                      |                      |
| 1986-1987  | Flames de Calgary        | LNH        | 40  | 10               | 18               | 28               | 16               | -                | - | -                    | -                    | -                    |                      |                      |
| 1986-1987  | Golden Flames de Moncton | LAH        | 20  | 12               | 16               | 28               | 8                | 6                | 3 | 3                    | 6                    | 16                   |                      |                      |
| 1987-1988  | Équipe du Canada         | Intl       | 54  | 18               | 23               | 41               | 42               | -                | - | -                    | -                    | -                    |                      |                      |
| 1987-1988  | Canucks de Vancouver     | LNH        | 11  | 3                | 5                | 8                | 6                | -                | - | -                    | -                    | -                    |                      |                      |
| 1988-1989  | Canucks de Vancouver     | LNH        | 71  | 18               | 27               | 45               | 42               | 7                | 3 | 4                    | 7                    | 10                   |                      |                      |
| 1989-1990  | Canucks de Vancouver     | LNH        | 67  | 19               | 29               | 48               | 65               | -                | - | -                    | -                    | -                    |                      |                      |
| 1990-1991  | Canucks de Vancouver     | LNH        | 44  | 11               | 20               | 31               | 42               | -                | - | -                    | -                    | -                    |                      |                      |
| 1990-1991  | Maple Leafs de Toronto   | LNH        | 26  | 0                | 11               | 11               | 20               | -                | - | -                    | -                    | -                    |                      |                      |
| 1991-1992  | Maple Leafs de Toronto   | LNH        | 59  | 10               | 21               | 31               | 48               | -                | - | -                    | -                    | -                    |                      |                      |
| 1992-1993  | Lightning de Tampa Bay   | LNH        | 80  | 42               | 44               | 86               | 92               | -                | - | -                    | -                    | -                    |                      |                      |
| 1993-1994  | Lightning de Tampa Bay   | LNH        | 78  | 24               | 40               | 64               | 56               | -                | - | -                    | -                    | -                    |                      |                      |
| 1994-1995  | Lightning de Tampa Bay   | LNH        | 46  | 13               | 27               | 40               | 42               | -                | - | -                    | -                    | -                    |                      |                      |
| 1995-1996  | Lightning de Tampa Bay   | LNH        | 75  | 23               | 56               | 79               | 77               | 5                | 0 | 3                    | 3                    | 6                    |                      |                      |
| 1996-1997  | Lightning de Tampa Bay   | LNH        | 35  | 7                | 17               | 24               | 16               | -                | - | -                    | -                    | -                    |                      |                      |
| 1997-1998  | Lightning de Tampa Bay   | LNH        | 14  | 2                | 5                | 7                | 6                | -                | - | -                    | -                    | -                    |                      |                      |
| Totaux LNH | Totaux LNH               | Totaux LNH | 651 | 182              | 321              | 503              | 528              | 13               | 3 | 7                    | 10                   | 16                   |                      |                      |

### En équipe nationale
| Année | Compétition                 |   | PJ | B | A  | Pts | Pun           |  | Résultat |
| 1985  | Championnat du monde junior | 7 | 9  | 5 | 14 | 2   | Médaille d'or |  |          |
| 1988  | Jeux olympiques             | 7 | 0  | 4 | 4  | 0   | 4e place      |  |          |

## Trophées et honneurs personnels
- 1992-1993 : participe au 44e Match des étoiles de la LNH.
- 1993-1994 : participe au 45e Match des étoiles de la LNH.

## Transactions en carrière
- 1983 : repêché par les Flames de Calgary au troisième tour, 51e rang.
- 6 mars 1988 : échangé par les Flames aux Canucks de Vancouver avec Peter Bakovic et Kevan Guy contre Craig Coxe.
- 12 janvier 1991 : échangé par les Canucks aux Maple Leafs de Toronto contre Tom Kurvers.
- 18 juin 1992 : réclamé au repêchage d'expansion par le Lightning de Tampa Bay.
- 23 octobre 1999 : annonce officiellement son retrait de la compétition.